# Julián Laguna (arquitecto)
Julián Laguna fue un arquitecto y promotor inmobiliario español de mediados del siglo XX. Fue arquitecto de Hacienda y miembro de la Comisión de Urbanismo de Madrid.
Intervino en proyectos de muy distinto tipo:
Como Comisario de Urbanismo de Madrid desarrolló los planes parciales de Castellana, Prosperidad, Pueblo Nuevo, Vallermoso, La Estrella, Santamarca, Batán, María de Molina, Prolongación de Príncipe de Vergara (entonces General Mola), Francisco Silvela, Velázquez y López de Hoyos.
Construyó, con criterios urbanísticos y económicos previamente diseñados por él mismo como comisario, poblados dirigidos para erradicar el chabolismo de la periferia de Madrid de los años cincuenta. Dirigió dos equipos de arquitectos, el primero gestionado por Sierra, compuesto por Cubillo, Romany y Alvear; y el segundo por Rafael Leoz, Joaquín Ruiz Hervás, Antonio Vázquez de Castro y José Luis Íñiguez de Onzoño. En estos proyectos entró en contradicción con los arquitectos oficialistas de la Obra Sindical, lo que obligó al Instituto Nacional de la Vivienda a convocar el Concurso de Vivienda Experimental de 1956, en el que participaron algunos de los mejores arquitectos de la época (Sáenz de Oiza, Luis Laorga, Luis Cubillo de Arteaga, José Luis Romany, Alejandro de la Sota Martínez, Coderch).
En pleno centro histórico realizó la urbanización de trece solares en la calle Montera.
En la periferia norte, diseñó un barrio residencial de clase alta: Ciudad Puerta de Hierro.